# Dutch Open 1957
Die Dutch Open 1957 im Badminton fanden vom 5. bis zum 6. Januar 1957 im Krelagehuis in Haarlem statt.

## Finalergebnisse
| Disziplin    | Sieger                               | Finalist                         | Ergebnis           |
| ------------ | ------------------------------------ | -------------------------------- | ------------------ |
| Herreneinzel | Eddy Choong                          | Oon Chong Teik                   | 15-8, 15-2         |
| Dameneinzel  | June Timperley                       | Barbara Carpenter                | 11-1, 11-5         |
| Herrendoppel | Eddy Choong Oon Chong Teik           | John Timperley Hugh Findlay      | 18-15, 15-18, 15-2 |
| Damendoppel  | Anni Hammergaard Hansen Hanne Jensen | June Timperley Barbara Carpenter | 13-15, 15-9, 15-9  |
| Mixed        | Eddy Choong Hanne Jensen             | Hugh Findlay Barbara Carpenter   | 12-15, 15-7, 15-1  |